# Focke-Wulf Fw 61

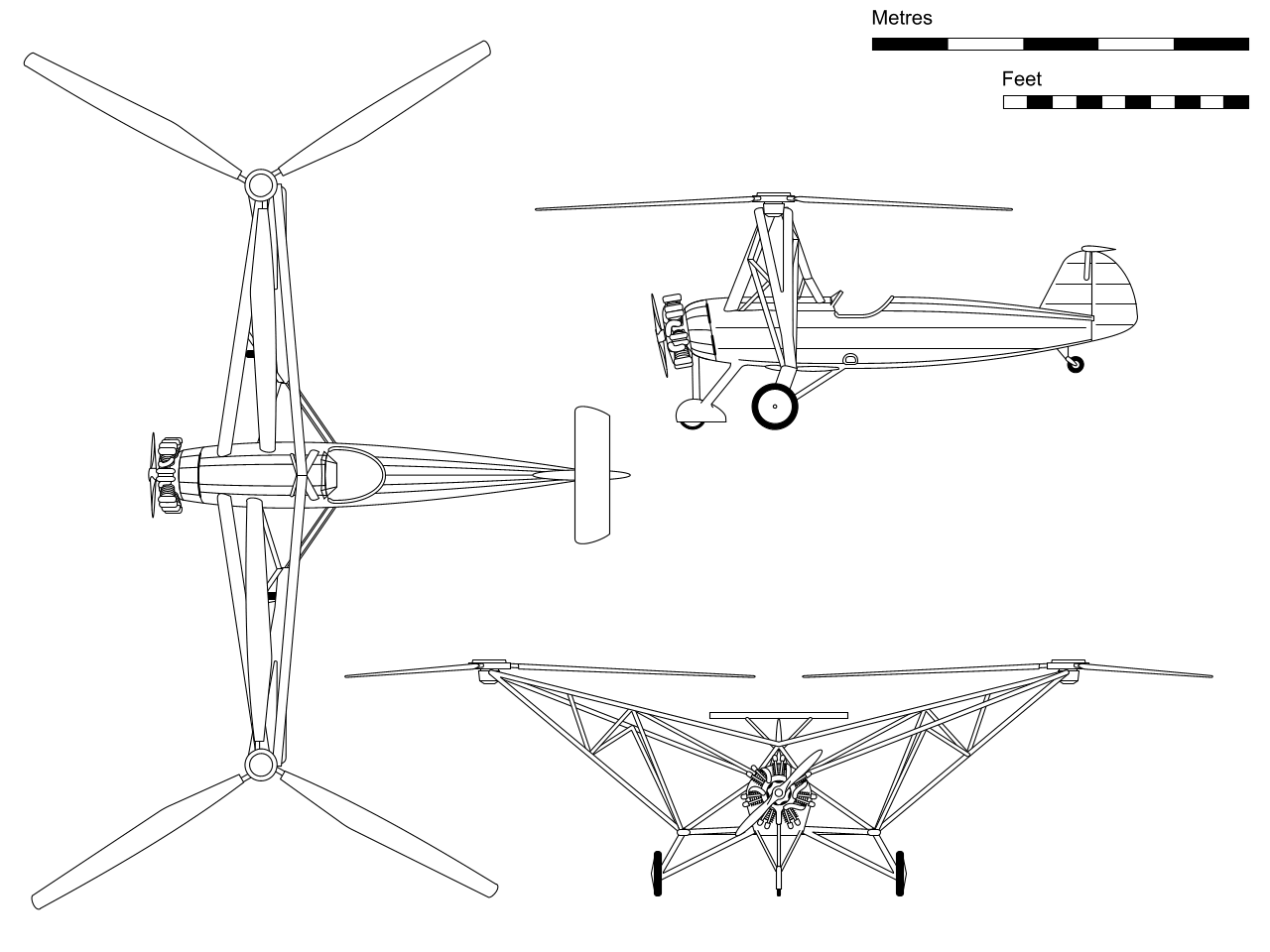
Ritning av Focke-Wulf Fw 61

Focke-Wulf Fw 61 från Focke-Wulf var en av de första helt kontrollerbara helikoptrarna Endast två exemplar byggdes. Den flög första gången den 26 juni 1936. Den visades upp av Hanna Reitsch vid en inomhusflygning i Deutschlandhalle i Berlin i februari 1938.